# Dezessete Províncias
```
   |-
       |
Erro:
:  
valor não especificado para "
nome_comum
"
```

As Dezassete Províncias (português europeu) ou Dezessete Províncias (português brasileiro) (em neerlandês:  Zeventien Provinciën) foi a denominação que durante o século XVI foi concedido aos dezessete territórios da região dos Países Baixos que formaram uma entidade territorial agrupada pelos duques da Borgonha e pelo imperador Carlos V, que acabaram por formar um Estado. O território das Dezessete Províncias correspondia aproximadamente aos atuais Países Baixos, Bélgica, Luxemburgo, norte da França (Nord-Pas-de-Calais) e a uma pequena parte do oeste da Alemanha.

## Nomenclatura
O número de delegações nos Estados Gerais dos Países Baixos nem sempre foi de "dezessete". Sempre foi aproximado: os Estados Gerais nunca indicaram quais eram exatamente os dezessete Estados. Nem os duques da Borgonha indicaram consistentemente quais eram os dezessete senhorios que haviam unido em sua união pessoal (um senhorio às vezes pode ser considerado dependente de outro). O número "dezessete" é, no entanto, do reinado de Filipe, o Bom (1419 – 1467), um número simbólico na figuração da união pessoal dos duques de Borgonha.

## História

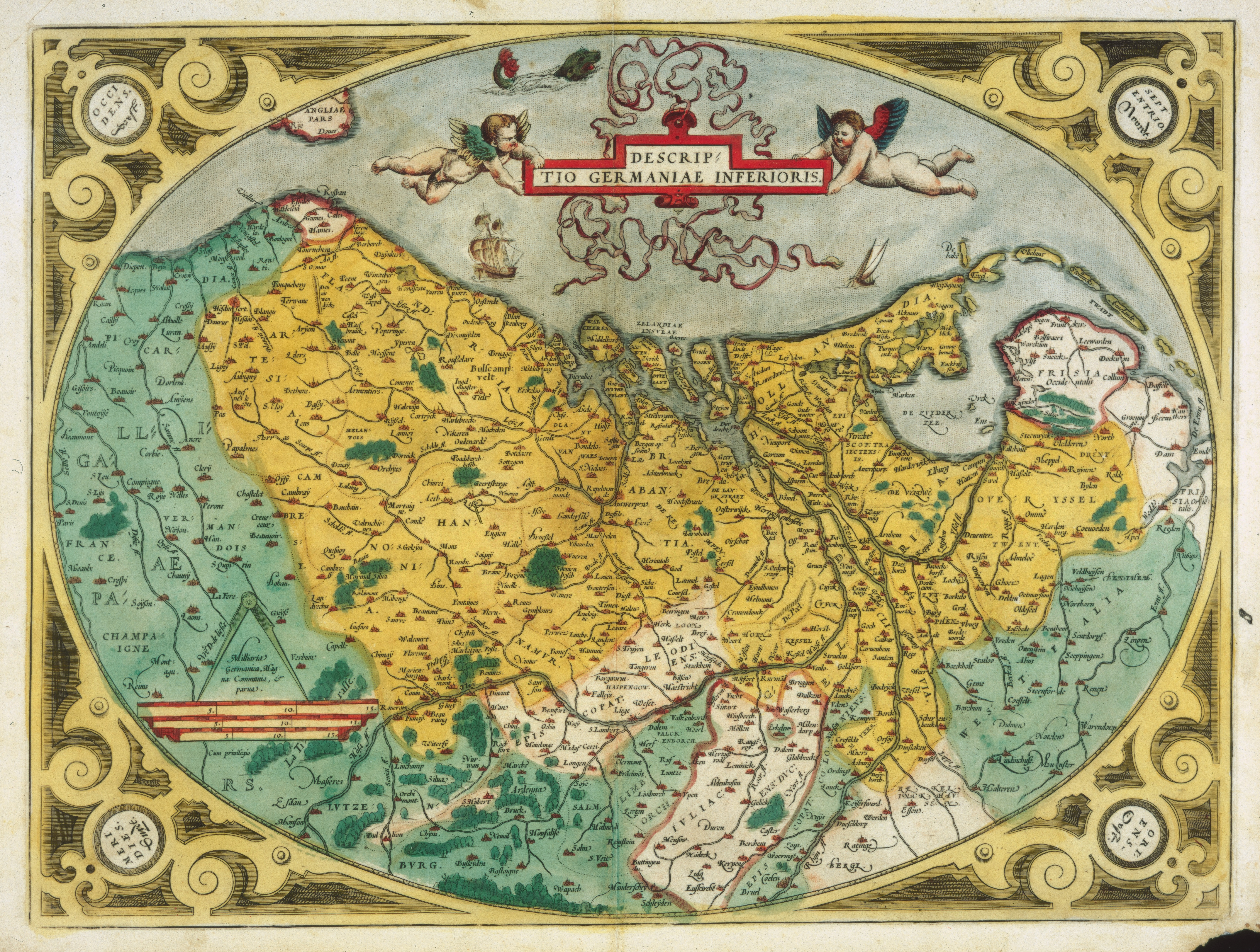
Mapa de Abraham Ortelius de 1573, um dos mapas mais antigos mostrando a Holanda

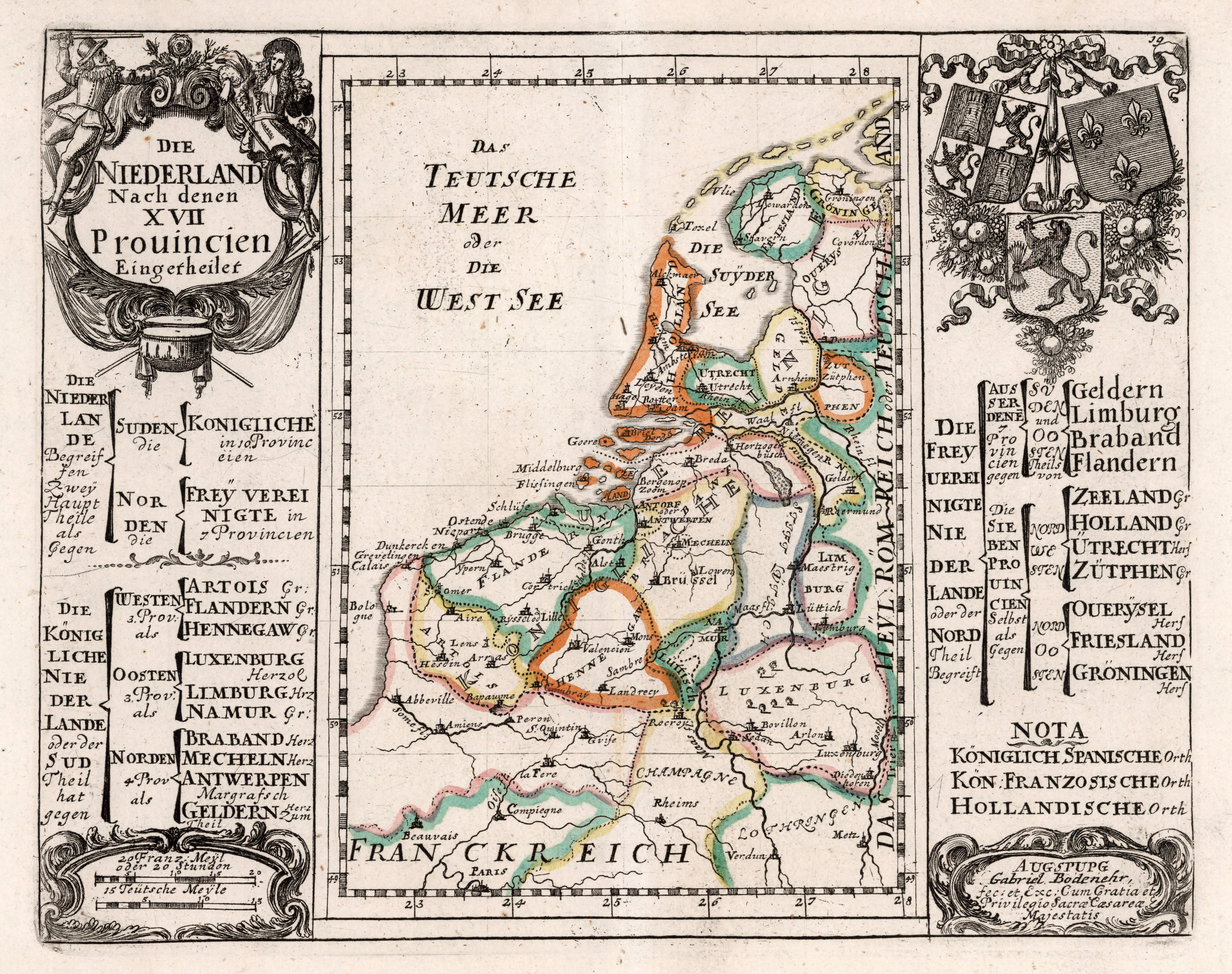
Dezessete Províncias por Gabriel Bodenehr

As Dezessete Províncias eram, nos  séculos XV e  séculos XVI, territórios reunidos pelos duques de Borgonha e posteriormente herdados pelos Habsburgo. O imperador Carlos V, formalizou a união desses territórios num só Estado. Em sua maioria, essas províncias eram feudos do Sacro Império Romano; os condados Flandres e de Artois eram originalmente feudos franceses que haviam sido cedidos pelo Tratado de Cambrai, em 1529.
A Pragmática Sanção de 1549 estabeleceu que as províncias deveriam permanecer unidas sob a mesma coroa (união pessoal). Em consequência, Carlos V criou o título de Senhor dos Países Baixos; apenas ele próprio e seu filho Filipe II da Espanha o usariam. Não obstante, os Habsburgos mantiveram a soberania sobre esses territórios até 1795 - num primeiro momento o ramo espanhol e depois, o ramo austríaco.
A denominação Dezessete Províncias foi mantida enquanto a união pessoal foi controlada pelos Duques de Borgonha da Casa de Valois. Em 1512, quando passou para as mãos dos Arquiduques da Áustria da Casa de Habsburgo, as províncias passaram a constituir a maior parte do que então passou a se chamar Círculo de Borgonha.

## Composição
| Escudo               | Nome                  | Observações |
| -------------------- | --------------------- | --- |
| Dezessete Províncias |                       | |
|                      | Condado de Holanda    | Território integrado nas Províncias Unidas em 1581.                                                                          |
|                      | Condado de Zelândia   | Vinculado ao Condado da Holanda. Território integrado nas Províncias Unidas em 1581.                                         |
|                      | Condado de Flandes    | |
|                      | Condado de Artois     | Cedido definitivamente à França em 1659 pelo Tratado dos Pirenéus. Exceto Aire e Saint-Omer, transferido Tratados de Nimega. |
|                      | Condado de Hainaut    | |
|                      | Condado de Namur      | |
|                      | Condado de Zutphen    | Ligado ao Ducado de Gelderland. Território integrado nas Províncias Unidas em 1581 e reintegrado em 1591.                    |
|                      | Ducado de Brabante    | Parte do território passou para as Províncias Unidas.                                                                        |
|                      | Ducado de Luxemburgo  | |
|                      | Ducado de Limburgo    | Ligado ao Ducado de Brabante.                                                                                                |
|                      | Ducado de Güeldres    | Território integrado nas Províncias Unidas em 1581; exceto uma parte.                                                        |

Los Países Baixos em meados do século XVI.

|                      | Señorío de Overijssel | Em latim, Transisulania. Incluía Drente (mapa de 1658). Território integrado nas Províncias Unidas em 1591                   |
|                      | Señorío de Groninga   | Território totalmente integrado às Províncias Unidas em 1594.                                                                |
|                      | Señorío de Frisia     | Território integrado nas Províncias Unidas em 1581.                                                                          |
|                      | Señorío de Utrecht    | Território integrado nas Províncias Unidas em 1581.                                                                          |
|                      | Señorío de Malinas    | Ligado ao Ducado de Brabante. Território das Províncias Unidas entre 1581-1585                                               |
|                      | Marquesado de Amberes | Ligado ao Ducado de Brabante. Perdido pelas Províncias Unidas em 1585                                                        |

## Estados sucessores
As Dezessete Províncias foram divididas pela trégua dos doze anos (1609) e formaram dois grupos distintos:
- as sete províncias do norte tornaram-se independentes sob o nome de República das Sete Províncias Unidas dos Países Baixos: Holanda, Zelândia, Utrecht, Guéldria, Overijssel, Frísia, Groninga (com Drente);[10]

- as dez províncias do sul (Países Baixos do Sul) permaneceram ligadas à coroa da Espanha: Flandres (com Tournai e Tournésis), Artois, Mechelen, Antuérpia, Hainaut, Namur, Brabante, Limburgo e Luxemburgo (vários territórios foram posteriormente anexados por Luís XIV, e outros formaram, a partir de 1713, os Países Baixos Austríacos, até a ocupação francesa em 1795).[11]

Uma reunião parcial (sem Flandres francesa, Hainaut francês e Artois, mas com o principado de Liège) ocorreu em 1815 com a criação do Reino Unido dos Países Baixos, mas terminou quinze anos depois com a Revolução Belga de 1830 e a criação do Reino da Bélgica.